# Kerkpad Zuidzijde 43
Kerkpad Zuidzijde 43 is een gemeentelijk monument in Soest in de provincie Utrecht.
De woning heeft waarschijnlijk gediend als pastorie van de oude kerk van Soest. Later hebben er dominees in gewoond.
De nok ligt evenwijdig aan het 'Padde' zoals het Kerkepad wel werd genoemd. De symmetrische voorgevel heeft in het midden een topgevel. Het zadeldak van deze topgevel staat haaks op het dak. Het schilddak van het achterhuis staat haaks op het voorhuis. De witte voor- en zijgevels zijn bepleisterd in een blokverdeling.
Binnen heeft de voorkamer een stucplafond in neobarokstijl. Het huis beschikt over een gewelfde kelder.